# أريفاليو
بلدية أريفاليو (بالإسبانية: Arevalillo) هي بلدية تقع في مقاطعة آبلة التابعة لمنطقة قشتالة وليون وسط إسبانيا.

## الديموغرافيا
يبلغ عدد سكان بلدية أريفاليو 114 نسمة عام 2011 (وفقاً للمعهد الوطني للإحصاء الإسباني).
| 185 | 152 | 131 | 120 | 115 | 114 |